# Héliodore Jospin
 (mars 2023).
Si vous disposez d'ouvrages ou d'articles de référence ou si vous connaissez des sites web de qualité traitant du thème abordé ici, merci de compléter l'article en donnant les références utiles à sa vérifiabilité et en les liant à la section « Notes et références ».
Pour les personnes ayant le même patronyme, voir Jospin (homonymie).

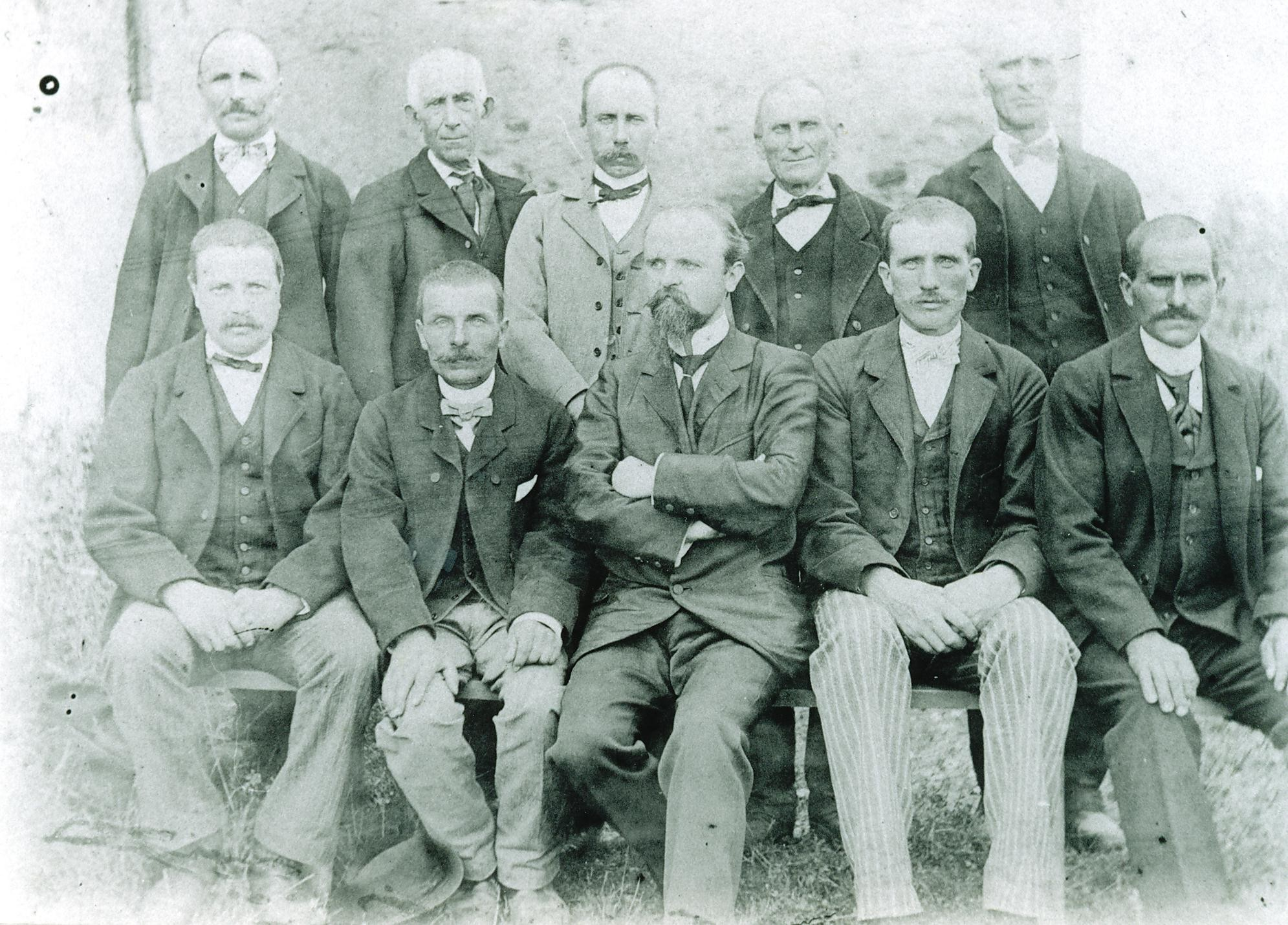
Héliodore Jospin - assis au milieu - et les membres du Conseil presbytéral du Temple de Bellegarde (Tarn)

Héliodore Jospin (1873 - 1944) est un pasteur français.

## Éléments biographiques

### Famille
Héliodore Jospin est né le 13 juillet 1873 à Bertry (département du Nord) de Jules François Jospin, tisseur, né le 1er mai 1833 également à Bertry et décédé le 21 janvier 1887 à Saint-Quentin (Aisne), et de Dina Virginie Poulain, née le 14 janvier 1887 à Caudry (Nord).
Il avait seize frères et sœurs dont Georges, représentant de commerce, né le 14 juillet 1868 à Bertry, grand-père de Lionel Jospin.
Il épousa en premières noces, Claire Yvonne Durand, née en 1874 à Poitiers (département de la Vienne) avec qui il eut six enfants, tous nés à Montredon-Labessonnié : Marc, né le 29 mai 1900 (il sera lui aussi pasteur), Philippe, né le 2 août 1901 (il sera ingénieur), Jacqueline, née le 16 mars 1903 (elle sera infirmière), Yves « Michel », né le 25 août 1904 (il sera médecin), Jacques Claude, né le 22 janvier 1906 (il sera technicien) et enfin Luc, né le 24 avril 1911 (il sera commerçant).
Sa première épouse décéda en 1936 à Aulnay-sous-Bois. Il épousa en seconde union, à Charenton, Renée Marcelle Marie Philiberte Balvet, professeur, née le 30 janvier 1896 à Lyon avec qui il aura un septième enfant : Laurent Pierre Emmanuel, né le 28 décembre 1935 à Lyon (il sera traducteur). Il fut également pasteur à Amsterdam (Pays-Bas) et à Saint-Nazaire, (Loire-Atlantique). Il est décédé le 29 mai 1944 à Fontenay-sous-Bois (département de la Seine ; département du Val-de-Marne aujourd’hui). Sa seconde épouse est décédée le 1er mai 1969 à La Chaux-de-Fonds en Suisse.

### Jeunesse et formation
Il a présenté sa thèse à la Faculté de théologie protestante de Paris en mars 1899.

### Carrière professionnelle
Il exerça d'abord son ministère, à partir de 1898, au temple de Bellegarde, sur le canton de Montredon-Labessonnié, dans le département du Tarn. 

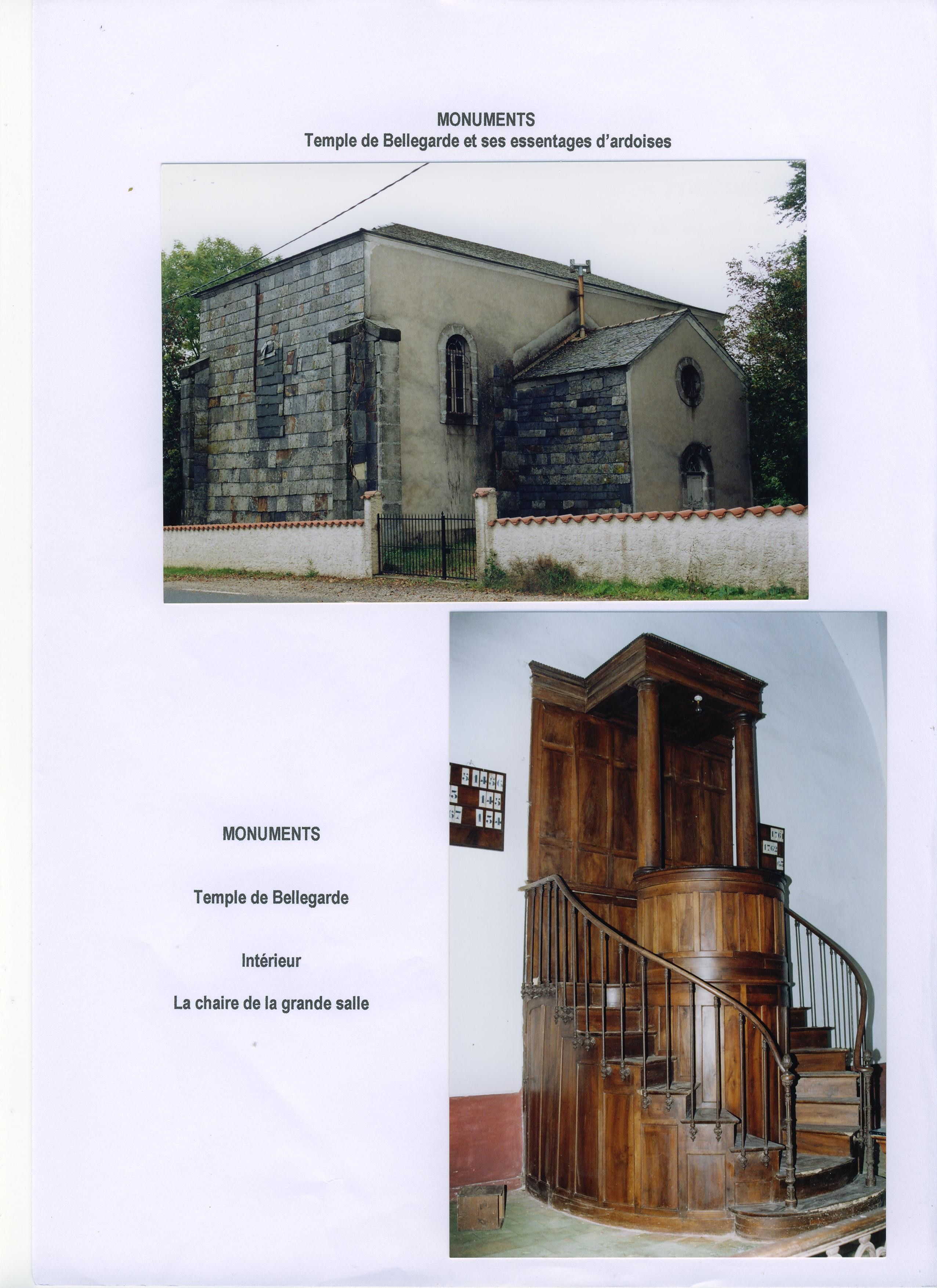
Temple de Bellegarde et chaire de la grande salle

## Le temple de Bellegarde (Tarn)
Ce temple est affilié à l’Union nationale des Églises réformées évangéliques indépendantes de France devenu UNEPREF. Cette union regroupe des lieux de cultes dans toute la France, dont deux dans le Tarn (l’autre temple se trouve à Espérausses). Elle a pour base la Bible et s'appuie sur la Déclaration de foi de 1872.

## Publication
- H. Jospin, L’Eschatologie de Jean-Baptiste et son influence sur sa prédication morale, Montauban : J. Granié, 1898.

## Sources
- Les pasteurs des Églises protestantes de France
- La Revue du Tarn.